# Agrotis dollii
Agrotis dollii är en fjärilsart som beskrevs av Augustus Radcliffe Grote 1882. Agrotis dollii ingår i släktet Agrotis och familjen nattflyn. Inga underarter finns listade i Catalogue of Life.